# Leionema obtusifolium
Leionema obtusifolium är en vinruteväxtart som först beskrevs av Paul G. Wilson, och fick sitt nu gällande namn av Paul G. Wilson. Leionema obtusifolium ingår i släktet Leionema och familjen vinruteväxter. Inga underarter finns listade i Catalogue of Life.